# Stará Halič
Stará Halič es un municipio del distrito de Lučenec en la región de Banská Bystrica, Eslovaquia, con una población estimada a final del año 2024 de 662 habitantes.
Se encuentra ubicado en el centro-sur de la región, en el valle del río Ipoly —un afluente izquierdo del Danubio— y cerca de la frontera con Hungría.

## Demografía
| Año        | 1994 | 2004    | 2014    | 2024    |
| ---------- | ---- | ------- | ------- | ------- |
| Población  | 635  | 667     | 685     | 662     |
| Diferencia |      | +5,03 % | +2,69 % | −3,35 % |

| Año        | 2023 | 2024    |
| ---------- | ---- | ------- |
| Población  | 645  | 662     |
| Diferencia |      | +2,63 % |